# Jodensavanne
Jodensavanne était le nom donné à une colonie juive au Suriname en Amérique du Sud, suscitée par les autorités britanniques puis néerlandaises. Elle est située dans le district Para, à environ 50 km au sud de la capitale, Paramaribo, sur les rives du fleuve Suriname. Son économie était basé sur l'exploitation agricole de canne à sucre utilisant l'esclavage comme main-d’œuvre (exploitations communément appelées "plantations").

## Histoire

Carte du Suriname en Amérique du Sud

La première mention des colons juifs qui sont arrivés au Suriname remonte au début du XVIIe siècle (dans les années 1630) ; l'arrivée d'un deuxième groupe de colons est confirmée dans les années 1650, par l'Anglais, lord Francis Willoughby de Parham, alors gouverneur général des Indes occidentales. Des sources affirment que Willoughby les a invités à se contenter de renforcer l'économie des plantations de canne à sucre (industrie sucrière). Un troisième groupe de 200 Juifs sépharades venus en 1664, après son expulsion de Brésil et Guyane française, dans ce cas, conduit par David Cohen Nassi.
Les marchands juifs sont à l'époque particulièrement recherchés pour leur expertise du commerce international et la communauté juive prend une grande autonomie interne, avec le travail dans les plantations de sucre. En 1665, les autorités coloniales britanniques encouragent les Juifs à s'installer au Suriname en leur octroyant des privilèges importants : ils ont la liberté de pratiquer leur religion et de l'autorisation de construire une synagogue, la liberté de la propriété, le droit d'avoir son propre tribunal de droit, un système éducatif, le droit d'avoir une propre milice,,, ainsi que des subventions coloniales parfois incluant 4 ou 5 esclaves par famille.
À cette date, les Juifs du Suriname obtiennent un terrain près du ruisseau Cassipora pour y construire une synagogue et y aménager un cimetière. Plus tard, la communauté déménage pour s'installer sur une colline surplombant le fleuve Suriname où la colonie de Joden Savanne est fondée. 

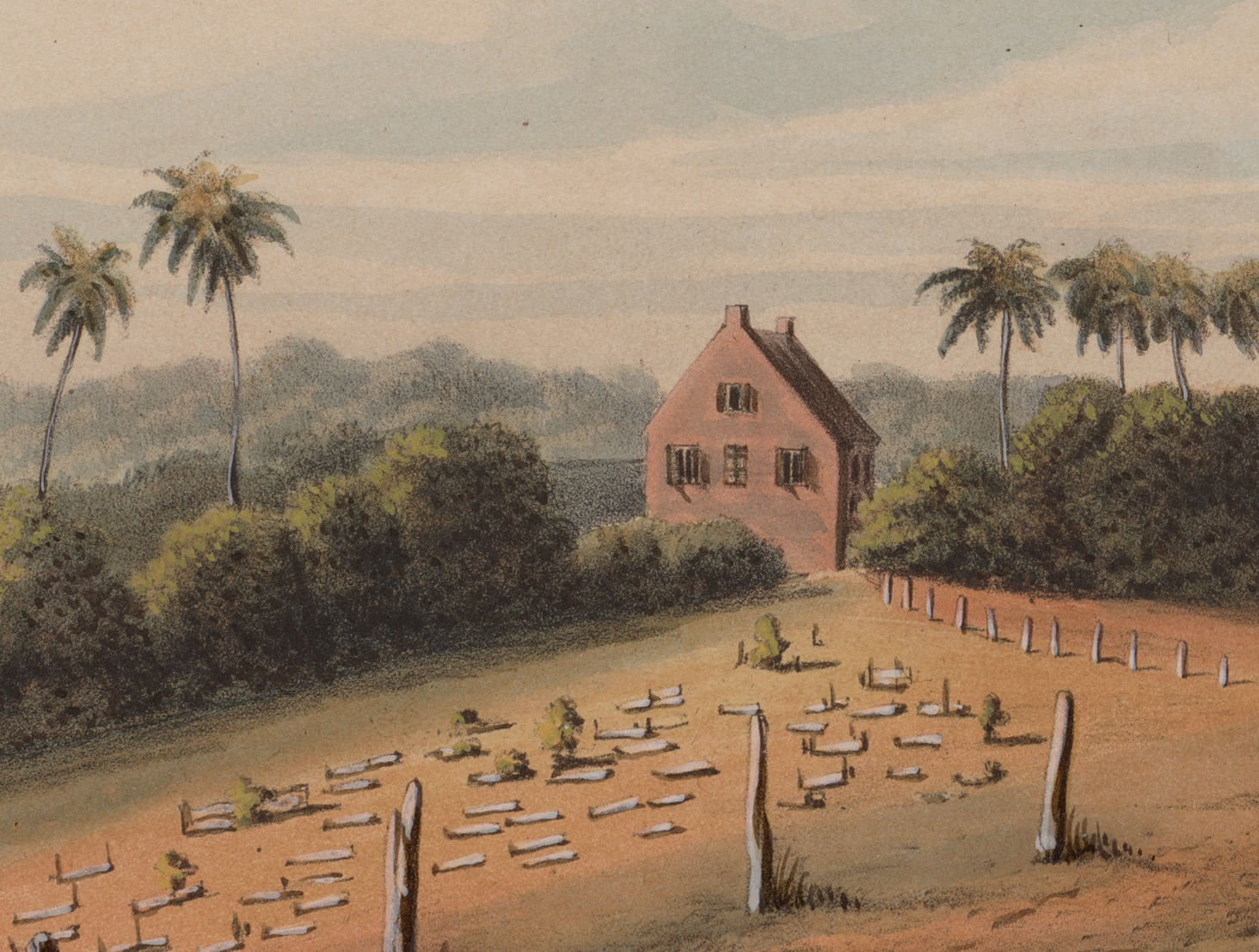
« Synagogue et cimetière vus du chemin du cordon militaire », Jodensavanne (v. 1860)

Il est fondé la Congrégation Shalom Beracha («Bénédictions et paix»), et la première synagogue en bois dans la communauté (la troisième synagogue en Amérique du Sud), construite entre 1665 et 1671, ainsi qu'une seconde en briques importées en 1685. La synagogue avec son puits naturel dont l'eau était réputée, figurait le point central d'un village rectangulaire.
« Outre son rôle économique important, la communauté juive a également participé à la protection de la colonie ». Cette dernière s'engageait régulièrement dans des conflits avec les populations indigènes voisines.  
À la fin du XVIIe siècle, « environ 600 personnes vivent dans la colonie agricole florissante de Joden Savanne, possédant plus de 40 plantations et plus de 9 000 esclaves ». 
La population de Jodensavanne diminue au cours de la seconde moitié du XVIIIe siècle, la plupart de la population est en effet déplacée à Paramaribo, en raison des conflits avec les populations voisines, les révoltes régulières des esclaves,, de la crise financière qui touche la bourse d'Amsterdam et du déclin de l'industrie sucrière,. 
Au tournant des XVIIIe et XIXe siècles, les deux tiers des Juifs du Suriname vivent dans la pauvreté. La colonie a du mal à survivre jusqu'à sa destruction en 1832 par une révolte d'esclaves et le grand incendie qui en résulte. 

## De nos jours
L'endroit sert de camp pour les prisonniers politiques pendant la Seconde Guerre mondiale. Ce camp d'internement retient des sympathisants allemands accusés par les Indes orientales néerlandaises et exilés au Surinam pendant la guerre.

Vue aérienne du camp d'internement de Joden Savanne (1946).

### Vestiges

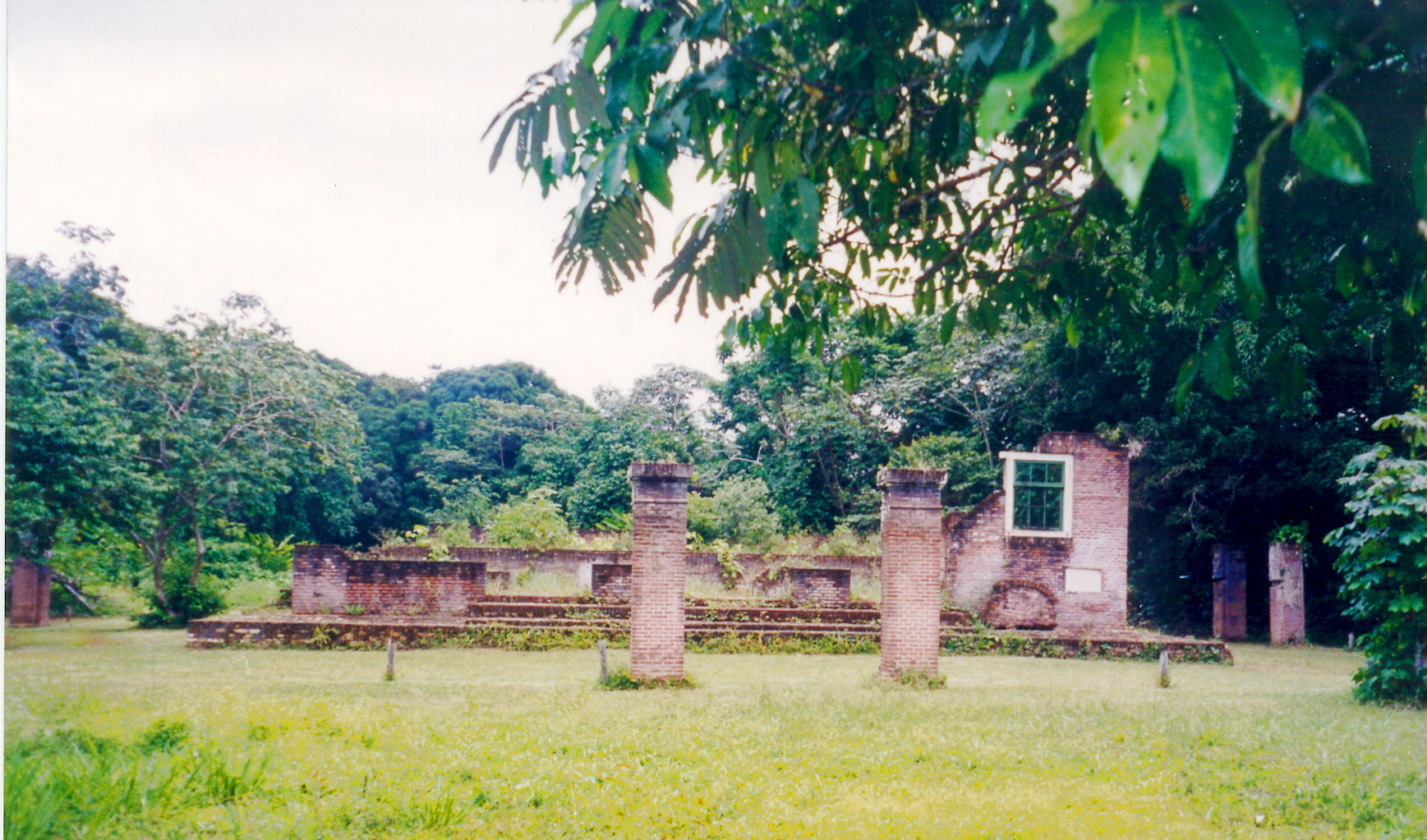
Restes de l'ancienne synagogue de Jodensavanne (2000)

La synagogue avec son puits naturel, qui est la plus ancienne encore présente dans les Amériques, et les deux cimetières sont les principaux sites de Joden Savanne. 

Les cimetières de Joden Savanne et de Cassipora comptent des centaines de pierres tombales ; la plus ancienne date de 1667 et la plus récente de 1873.  Un grand nombre de ces pierres est en marbre importé d'Italie, d'autres tombes sont en briques. Certaines sont joliment ornées avec des inscriptions en espagnol, portugais, néerlandais et hébreu. Les lettres « SAGDG » qu'on y trouve souvent sont l'acronyme de Sua Alma Goze Da Gloria (« Que son âme se délecte en gloire »).

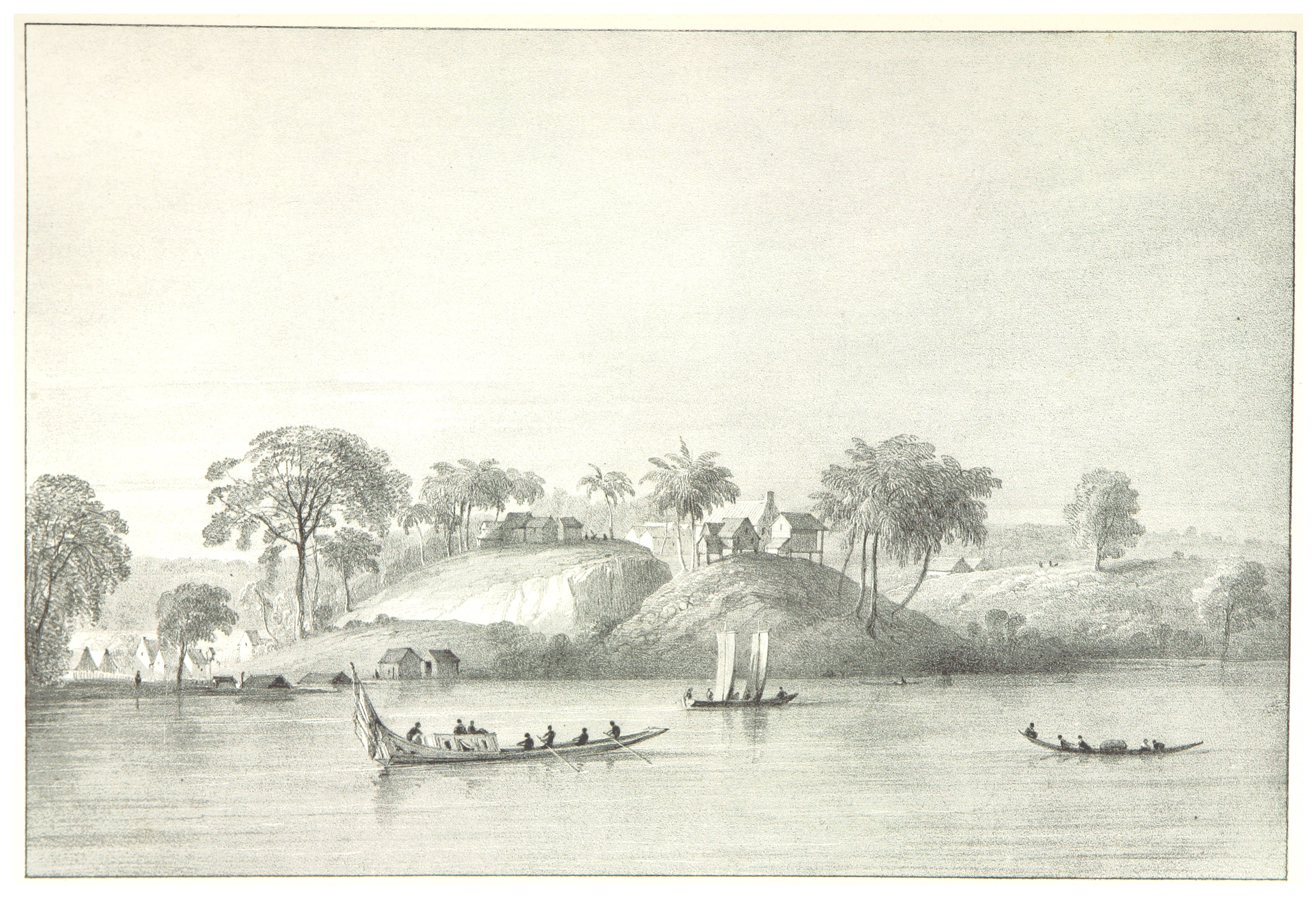
« Vue de Jodensavanne sur le fleuve Suriname » (1872)
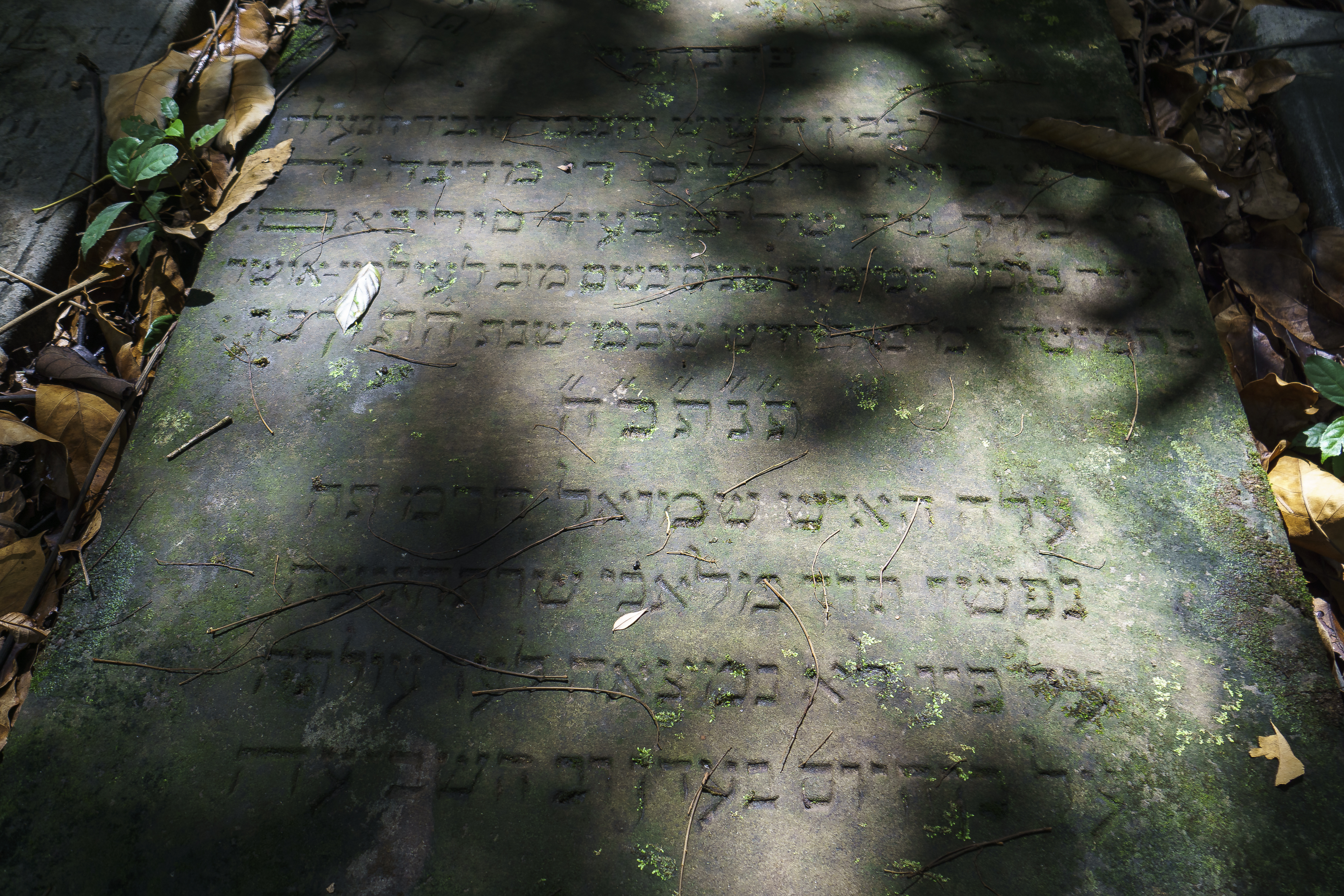
Pierre funéraire aux inscriptions hébraïques à Jodensavanne
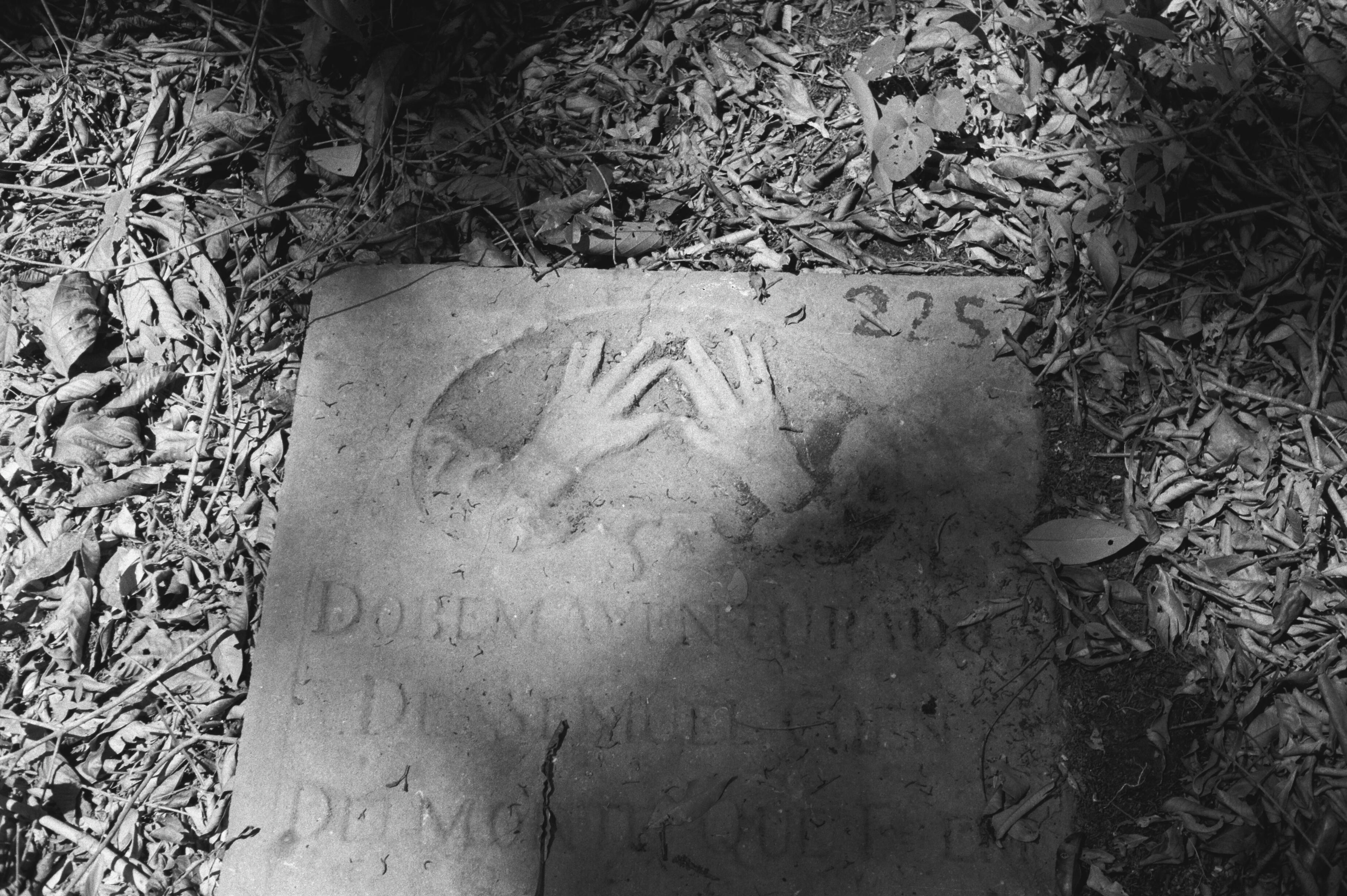
Tombe d'un Cohen
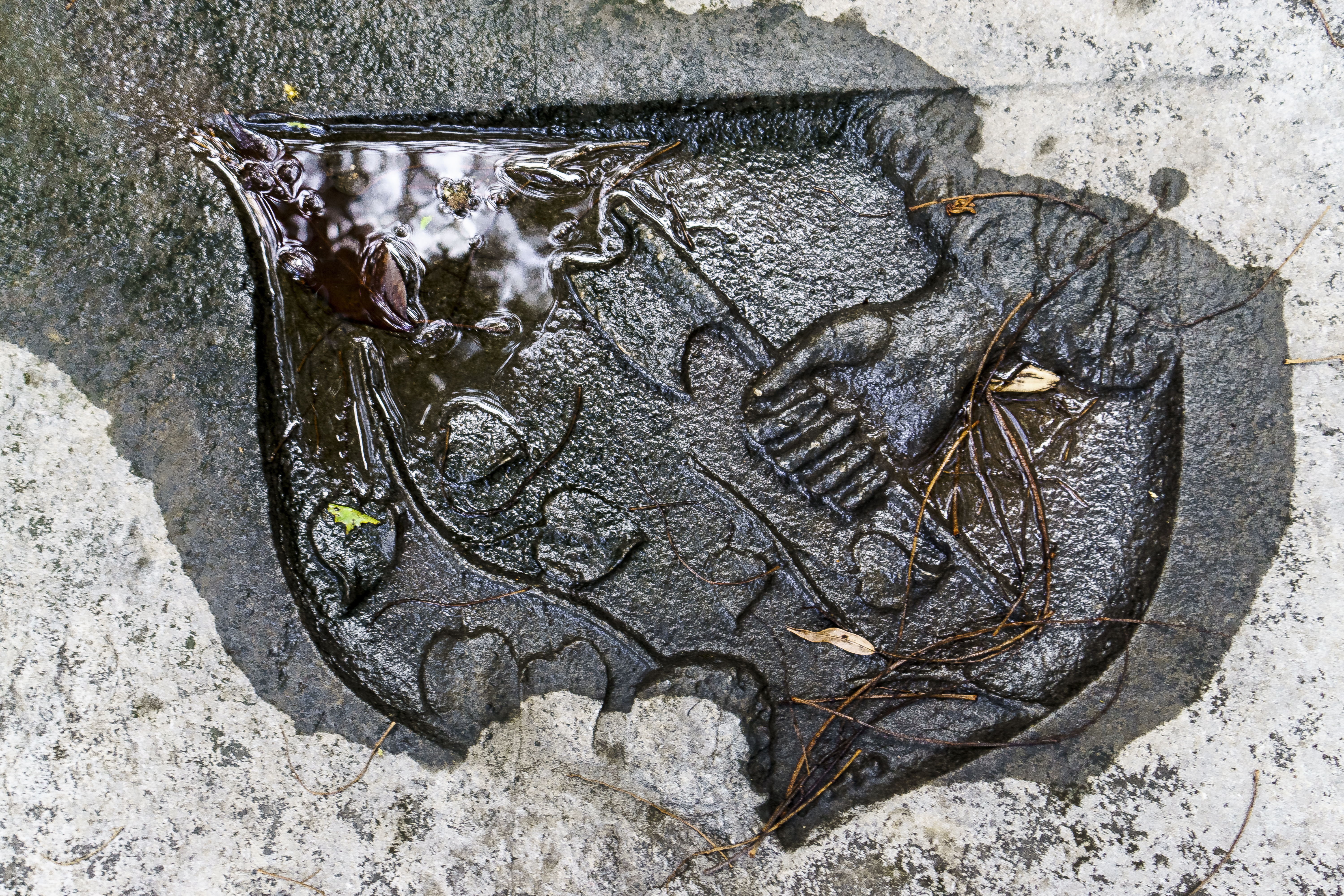
Inscriptions funéraires à Jodensavanne
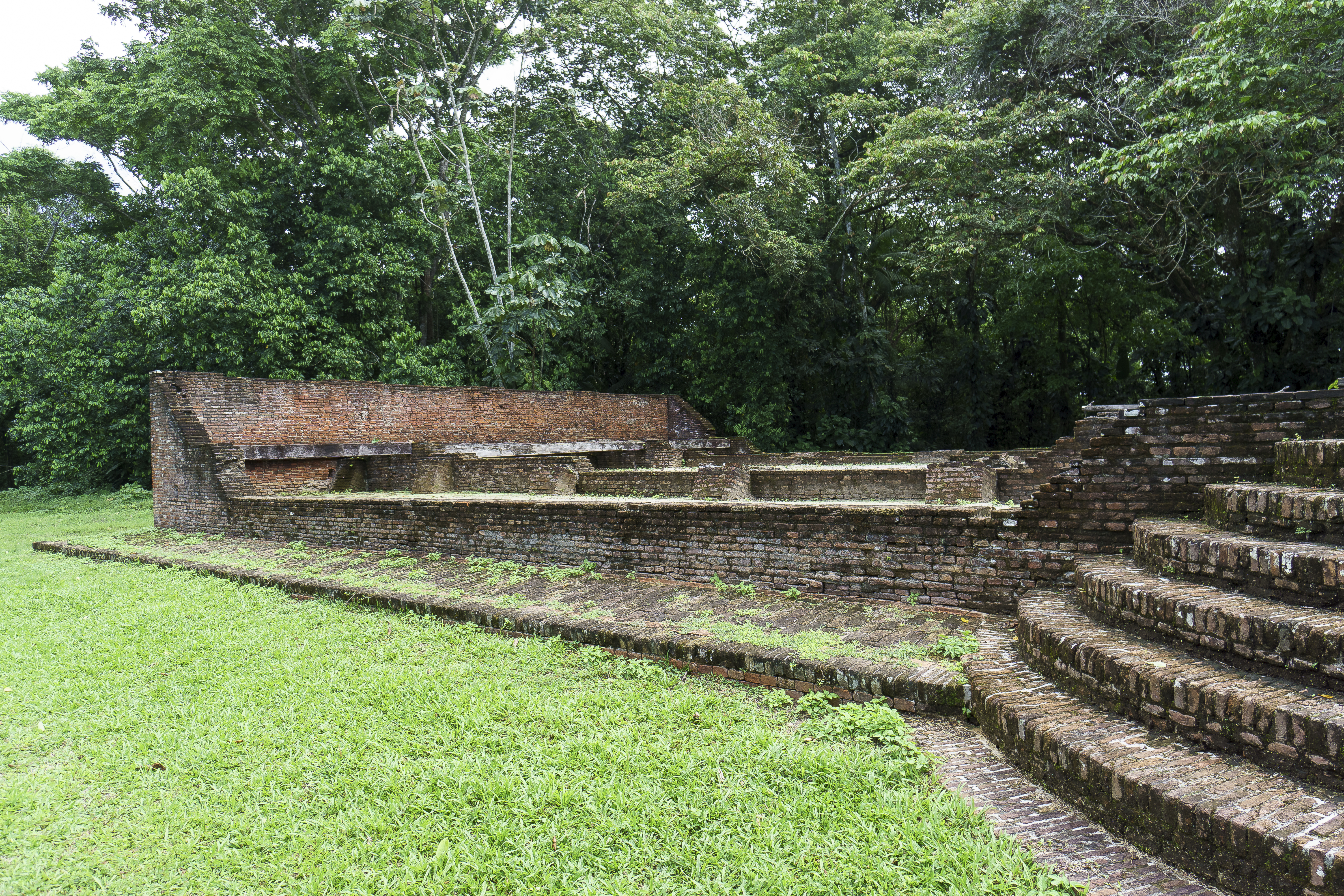
Ruines de l'ancienne synagogue de Jodensavanne
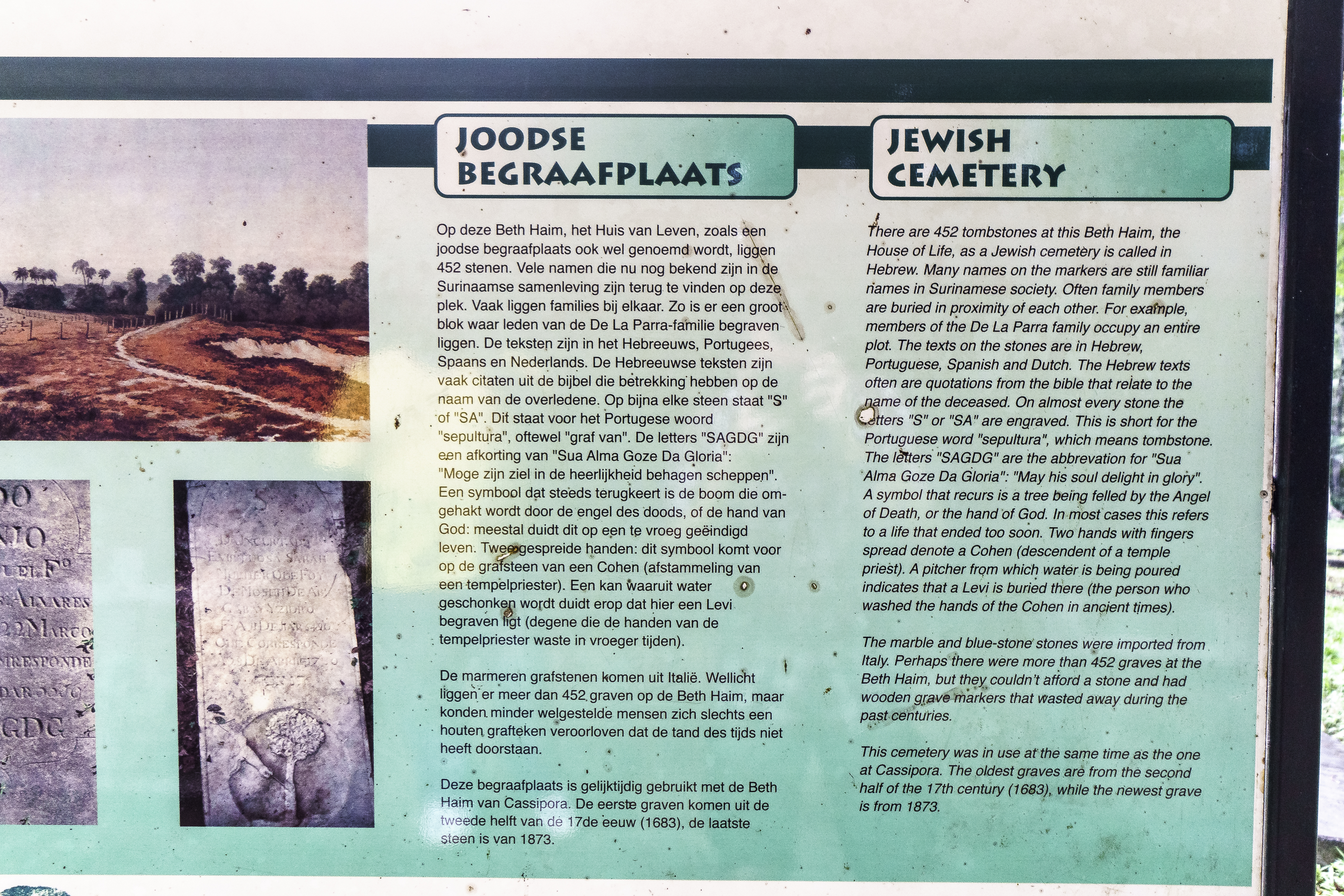
Panneau informatif au cimetière juif de Jodensavanne

### Préservation du site historique
Pendant des années, le site de Jodensavanne reste abandonné et reçoit peu d'attention. 
La Fondation Stichting Jodensavanne, Jodensavanne (JSF), fondée en 1971 et réactivée en 1998, est créée pour gérer, entretenir et préserver les sites monumentaux Jodensavanne et Cassipora. Elle se voit accorder par le gouvernement du Suriname les droits légaux de gérer le bien monumental. Les ruines de Jodensavanne ont en partie retrouvé leur éclat d'antan grâce au travail de la Fondation Jodensavanne.
Avec le cimetière de Cassipora Creek (nl), le site est inscrit, en septembre 2023 sur la liste du patrimoine mondial par l'UNESCO.